# Marinha da Turquia

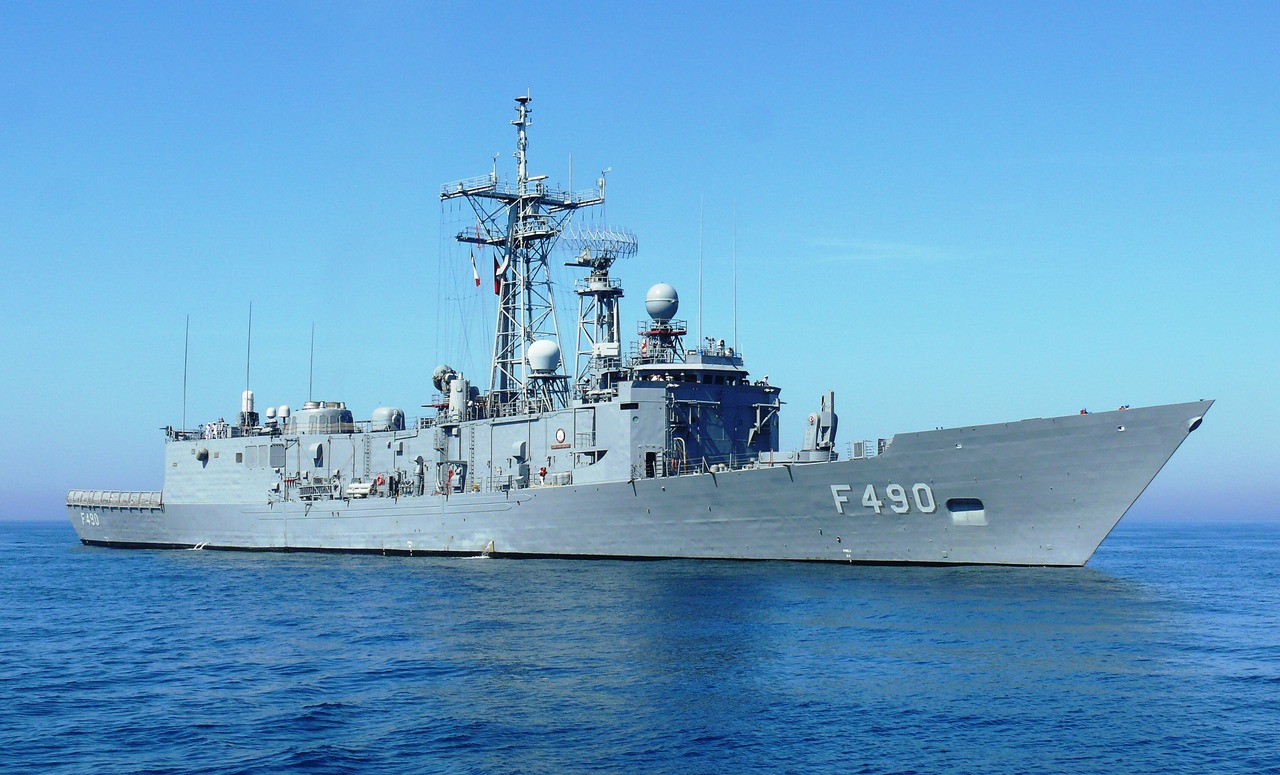
A fragata turca Gaziantep em 2010.

A Marinha da Turquia (em turco: Türk Deniz Kuvvetleri) é o ramo naval das Forças Armadas da Turquia. O seu efetivo atualmente é de 48.600 militares ativos, e o deslocamento total da frota parece ser de aproximadamente 259.000 toneladas.
Em 26 de julho de 2005, as obras de construção da primeira corveta da Classe Milgem, Heybeliada, começaram no Estaleiro Naval de Istambul. Um total de doze corvetas desta classe serão construídas para a Marinha Turca. Além disso, os planos para construir um total de quatro fragatas de defesa aérea da Classe TF-2000, a aquisição de um navio de assalto anfíbio, e um total de seis submarinos da Classe 214 foram aprovados pelo Ministério da Defesa em 12 de dezembro de 2006.